# Island Walk (Floride)
Island Walk est une census-designated place du comté de Collier, dans l'État de Floride, aux États-Unis,. En 2020, elle compte une population de 2 812 habitants.